# Kungar i landsflykt
Kungar i landsflykt (engelska: Confessions of a Queen) är en amerikansk stumfilm från 1925 i regi av Victor Sjöström. Den är baserad på romanen Les rois en exile av fransmannen Alphonse Daudet. Filmen finns så vitt känt endast kvar i en ofullständig kopia i Metro-Goldwyn-Mayers filmbibliotek.

## Handling
Kungen av Illyris (Stone) gifter sig med en prinsessa från grannlandet (Terry), som upptäcker att han har en älskarinna, Sephora (D'Algy). Hon blir upprörd och vänder sig till prins Alexei (Bowers) för att finna vänskap. Plötsligt stiger spänningen när det blir revolution och kungen uppmanas abdikera, något som drottningen vänder sig emot.

## Rollista
- Alice Terry – Frederika/drottningen
- Lewis Stone – kungen
- John Bowers – prins Alexei
- Eugenie Besserer – Elanora
- Helena D'Algy – Sephora
- Frankie Darro – prins Zara
- Joseph Dowling – hertig av Rosen
- André de Beranger – Lewin
- Bert Sprotte – revolutionsledare
- Wilbur Higby – revolutionsofficer
- Otto Hoffman – kungens betjänt
- Frances Hatton – drottningens hovfröken
- James McElhern – kungens betjänt i Paris